# Амира
Ами́ра, Эми́ра (ивр. עמירה‎, араб. أميرة‎) — еврейское и арабское женское имя; в переводе с арабского на русский язык имеет несколько значений: "жена эмира", "княжна", "королева", "начальница", "принцесса", "повелительница", "полная жизни". Также это имя есть в санскрите, куда пришло из арабского, и тоже означает "принцесса" или “высокородная девушка”.
Есть и еврейское имя Амира, обозначающее "крона дерева" и "сноп" (урожая), связанное с принесением жертвы Оймер. Пишется с буквой "Айн". Также второе значение имени Амира - женское от имени Амир -"провозглашенный, сказанный" - эмор. Пишется с буквой "Алеф". 

## Распространение
Имя Амира распространено среди евреек, на территории Северного Кавказа, а также широко распространено среди арабского мира (Северная Африка, Ближний Восток, Средняя и Южная Азия и др.).

## Другие формы
- Эмира — форма имени Амира, распространённая среди некоторых народов Северного Кавказа.
- Мира — усечённая форма имени Амира.